# Fenghao
Fenghao (poenostavljeno kitajsko: 沣镐; tradicionalno kitajsko: 灃鎬; pinjin: Fēnghào) je sedanje ime mest dvojčkov Feng in Hao na nasprotnih bregovih reke Feng v Šaanšiju, Kitajska. Mesti sta bili prestolnici dinastije Zahodni Džov. 

## Zgodovina
Ko je vojvoda Ven (vladal okoli 1099–1050 pr. n. št.) v pripravah na napad na svoje uradne vladarje dinastijo Šang razširil ozemlje Džova na vzhod v Šanši, je približno 100 kilometrov dolvodno od prvotne prestolnice Džova na reki Vej zgradil novo prestolnico na zahodnem bregu reke Feng. Mesto se je imenovalo Feng, Fengši ali Fengdžing (灃京, Fēngjīng). 
Potem ko je njegov sin Fa premagal dinastijo Šang v bitki pri Mujeju in se povzpel na prestol kot kralj Vu (vladal okoli 1046–1043 pr. n. št.), je prestolnico prestavil v novoustanovljeno mesto na vzhodnem bregu, imenovano Hao ali Haodžing. Nastala je dvojna prestolnica, pri čemer je Feng še naprej služil verskim zadevam in bil vrt prednikov dinastije Džov. V Hau je bila kraljeva palača in državna uprava. 
Med invazijo Čuanrongov, ki so Džove izrinili  iz doline reke Vej, sta bila leta  771 pr. n. št. Feng in Hao zapuščena. Dinastija Zahodni Džov se je končala. Prestolnica Vzhodnega Džova je postal Čengdžov. 

## Ruševine
Ruševine Fenghaa je Državni svet Ljudske republike Kitajske leta 1961 razglasil za pomemben del narodne kulturne dediščine. 

## Vir
- Fenghao Site. chinaculture.org. Arhivirano iz izvirnika 31. januarja 2015. Pridobljeno 31. januarja 2015.